# Krzyż Zasługi Wojennej (Włochy)
Krzyż Zasługi Wojennej (wł. Croce al merito di guerra) – odznaczenie wojskowe Królestwa Włoch oraz Republiki Włoskiej, wzorowane na francuskim Krzyżu Wojennym, nadawane wojskowym, bez względu na stopień i rodzaj broni, a także osobom cywilnym za zasługi wojenne. Ustanowiony przez Wiktora Emanuela III królewskim dekretem z 19 stycznia 1918 roku. Krzyż mógł być nadany tej samej osobie wielokrotnie. Mógł być również przyznany oddziałowi wojskowemu, miastu, prowincji, lub innej zbiorowości. Krzyż mógł otrzymać żołnierz, który odniósł ranę lub kontuzję, lub po co najmniej roku służby frontowej. Jedno z najczęściej spotykanych odznaczeń włoskich. Do 30 maja 1927 roku nadano 1 034 924 krzyży. W 1922 roku Wiktor Emanuel III ustanowił Krzyż Wojenny za Męstwo Wojskowe, jako niezależną odmianę odznaczenia.

## Wygląd i sposób noszenia
Oznakę stanowił brązowy krzyż grecki, 38 × 38 mm, z pięcioramienną gwiazdą pośrodku awersu, na promienistym tle. Na rewersie znajdował się napis "MERITO DI GVERRA", zwieńczony monogramem Wiktora Emanuela III, oraz wizerunek rzymskiego miecza (gladio), owinięty gałązka laurową poniżej. Krzyż noszono na niebieskiej wstążce z dwoma białymi paskami.

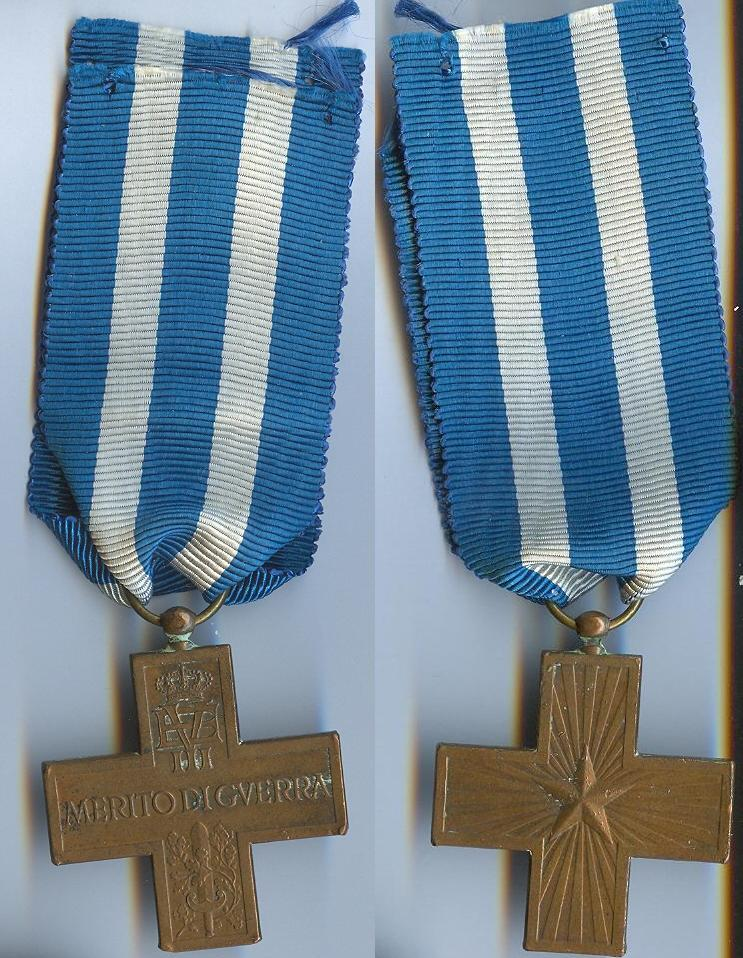
Rewers i awers Krzyża Zasługi Wojennej (Królestwo Włoch)

Zgodnie z rozporządzeniem z grudnia 1942 roku należało nościć tylko jedną odznakę krzyża, natomiast kolejne nadania krzyża zaznaczać odpowiednio za pomocą 1, 2 lub 3 miniatur królewskich koron brązowych, następnie 1, 2 lub 3 koron srebrnych, wreszcie 1, 2 lub 3 koron złotych na wstążce i baretce.
| Zaznaczanie kolejnych nadań Krzyża Zasługi Wojennej na wstążce i baretce (Królestwo Włoch) |            |                 |
| 2. nadanie                                                                                 | 3. nadanie | 4. nadanie      |
| 5. nadanie                                                                                 | 6. nadanie | 7. nadanie      |
| 8. nadanie                                                                                 | 9. nadanie | powyżej 9 nadań |

Odznaczenie zostało uznane również w Republice Włoskiej, lecz królewski monogram na rewersie zmieniono na litery "RI" (Repubblica Italiana). Kolejne nadania zaznacza się, bez względu na ich liczbę, pojedynczą srebrną pięcioramienną gwiazdką na wstążce i baretce.

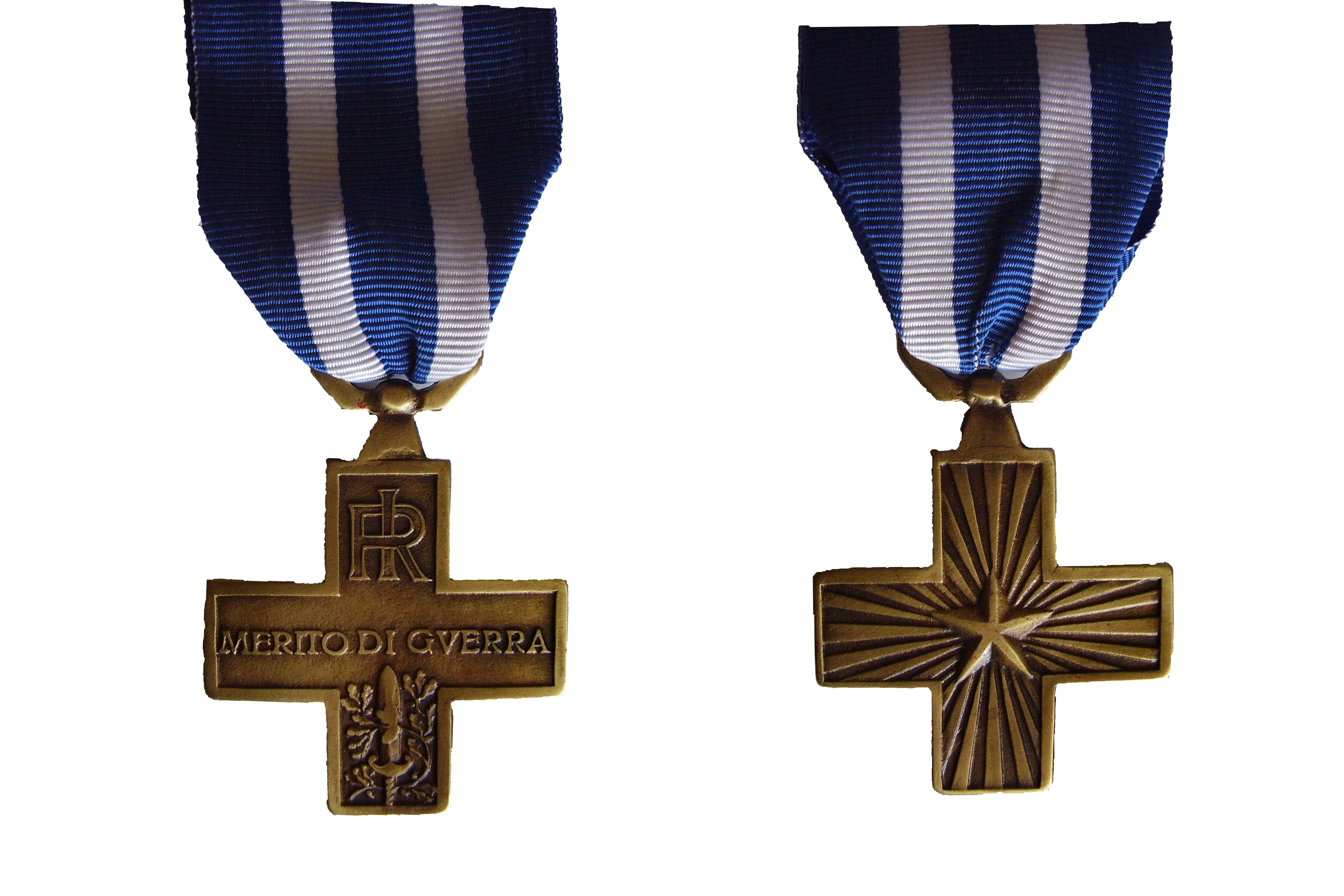
Rewers i awers Krzyża Zasługi Wojennej (Republika Włoska)